# Военный атташе
Вое́нный атташе́ (фр. attaché «прикреплённый») — категория атташе, представитель военного ведомства при дипломатическом представительстве или миссии (сотрудник) назначившего его государства, включается в состав дипломатического корпуса и пользуется дипломатическими привилегиями и иммунитетами; аккредитуется при Министерстве иностранных дел (МИД) государства пребывания.
Назывался:
- в русской армии и флоте до 1917 года — военный агент и военно-морской агент (морской агент)[2];
- в Англии — военный секретарь посольства;
- в Пруссии — поверенный в военных делах.

## История
Военные и морские агенты из офицеров сухопутного и морского ведомства содержались за границей ведущими (ранее великими) и некоторыми другими государствами (державами) при посольствах и миссиях и были предназначены для донесения своему правительству о всех изменениях в вооружённых силах того государства (державы), при которой они находились. Иногда при военных агентах могли состоять их помощники. Главная обязанность военного или морского агента заключалась

во всестороннем изучении военного устройства и военного могущества тех государств, которые поручены их наблюдению, в сборе и обработке возможно полных, точных и своевременных сведений о вооруженных силах и средствах иностранных государств
В начале XIX века практику официального обмена постоянными военно-дипломатическими представителями, не входящими в состав посольств и миссий, положили ведущие государства мира того периода — Россия и Франция, которые в 1810 году обменялись личными адъютантами (Генерал-адъютант и флигель-адъютант) императоров.
Постоянная служба военных агентов была учреждена в 1810 году по указанию военного министра России М. Б. Барклая-де-Толли, а 1857 году образована служба военно-морских агентов. За рубежи Отечества в русские посольства и представительства были направлены первые постоянные военные и морские офицеры представители сухопутного и морского ведомств. Основной их задачей являлось ведение агентурной, разведывательной работы в государствах пребывания. Добыча важных секретных сведений о вооружённых силах противников и союзников была поставлена на высокую профессиональную основу. Российская империя имела военных агентов в Берлине, Париже, Лондоне, Вене, Риме и Константинополе, а военно-морские агенты работали в 9 столицах, наблюдая за 17-ю флотами мира.
В числе русских военных и морских агентов были многие выдающиеся военные и государственные деятели (так, Г. И. Бутаков был в период с 1863 года по 1867 год военно-морским агентом в Англии и Франции), но весьма часто на эти посты назначались представители титулованной артистократии.
Все получаемые от них сведения о вооружённых силах государств сосредоточивались в особых разведочных бюро, в России — в военно-учёном комитете Главного штаба.
В Советской России и СССР были заменены словосочетания военный агент и военно-морской агент (морской агент) на военный атташе, применяемое во Франции.
Военный атташе одновременно является советником дипломатического представителя по военным вопросам, пользуется привилегиями и иммунитетами наравне с дипломатическим персоналом. Одним из направлений работы военного атташе является также уход за воинскими захоронениями своей страны. Часто военный атташе (или атташе по вопросам обороны) имеет штат сотрудников, называемый военный атташат (ВАТ) или аппарат военного атташе. В него могут входить военно-морские, военно-воздушные атташе и их помощники, а также просто аккредитованные сотрудники военного атташата. ВАТ имеет свой аппарат, в который могут входить помощники, административно-технический (технический) и обслуживающий персонал. Состав аппарата ВАТ наделяются дипломатическими привилегиями и иммунитетами в зависимости от должности, предусмотренными Венской конвенцией о дипломатических сношениях 1961 года.
Контрразведчики Комитета Государственной Безопасности при Совете Министров СССР были информированы что военные атташе представительств капиталистических стран, как правило, назначаются из опытных разведчиков и используют своё положение, применяя при этом как законные, так и незаконные методы, для сбора разведывательной информации о военно-экономическом потенциале Союза.
В Российской Федерации аппараты военных атташе в иностранных государствах учреждаются в соответствии с указами Президента Российской Федерации.
Неофициальной деятельностью военных атташе часто является руководство военной разведкой в той стране, в которую он прислан. Делает он это исходя из того, что пользуясь дипломатическими правами (неприкосновенность, даже при подозрении в чём либо; неприкосновенность багажа) он может вести разведдеятельность, не опасаясь быть привлеченным к ответственности.
Как правило, военными атташе страны обмениваются. То есть из первой страны во вторую военный атташе поедет в том случае, если из второй страны в первую также будет направлен свой военный атташе.
Россия поддерживает активные военно-дипломатические отношения более чем с 81 государством мира, где аккредитованы её военно-дипломатические представители. А в Российской Федерации, в свою очередь, аккредитованы более чем 60 военно-дипломатических представителей зарубежных государств.

## Обязанности
Военный атташе обязан:
- по прибытии в страну пребывания представиться военному министру (министру обороны) и министру иностранных дел;
- консультировать главу дипломатического представительства по военным вопросам;
- официально собирать открытую информацию о вооруженных силах государства пребывания;
- координировать оборонные программы;
- осуществляет надзор за двусторонними и многосторонними военными учениями;
- и другие.